# Hermann Cummerow
Hermann Heinrich Karl Ernst Cummerow (Demmin, 10 januari 1878 - Greifswald, 13 januari 1966) was een Duitse officier en SS-Brigadeführer tijdens de Tweede Wereldoorlog. Samen met zijn meerdere Paul Hausser was hij betrokken bij de opbouw van de Waffen-SS, en was hij verantwoordelijk voor de militaire opleiding van de SS-Totenkopfverbände. In september 1937 begon hij met de opbouw van het opleidingsprogramma voor de SS-Junkerschule. Aan het einde van de Tweede Wereldoorlog was hij regimentscommandant in een infanteriedivisie.

## Leven
Op 10 januari 1878 werd Cummerow als de zoon van de officier Ernst Cummerow in het Regierungsbezirk Stettin  in de Pruisische provincie Pommeren geboren. Na zijn schoolgang aan de humanistische gymnasium, sloot hij de hoogste klas van het gymnasium met het Abitur af.
Op 13 april 1896 trad Cummerow in dienst van het Saksische leger. Hij werd als Fahnenjunker geplaatst bij het 11. Infanterie-Regiment Nr. 139. Tot de uitbraak van de Eerste Wereldoorlog, deed hij dienst in het 3. Infanterie-Regiment Nr. 102 „König Ludwig III. von Bayern“. Op 21 juli 1897 werd hij bevorderd tot Sekondeleutnant.

### Eerste Wereldoorlog
Van 1900 tot 1902 was Cummerow ingezet in het het buitenland. Hij droeg bij aan het neerslaan van de Bokseropstand. Dit deed hij met het 6. Ostasiatischen Infanterie-Regiment, wat onder bevel gesteld was van het 3. Ostasiatischen Infanterie-Brigade in het Ostasiatischen Expeditionskorps. Cummerow werd gecommandeerd naar de Kriegsakademie  (militaire academie), die hij succesvol afsloot en hij werd in september 1911 bevorderd tot Hauptmann. Hierna werd hij als Generalstabsoffizier  (Generale Stafofficier) in de 96. Infanterie-Division (96e Infanteriedivisie) ingezet. Cummerow werd benoemd tot commandant van het 2e bataljon van het Reserve-Infanterie-Regiments Nr. 243 in de 53. Reserve-Division  (53e Infanteriedivisie). Hij vocht in verschillende gebieden zoals het Ottomaanse Rijk, Perzische Rijk en het Westfront. Voor de defensieve successen ten westen van de stad Soissons door zijn bataljon, werd Cummerow op 3 oktober 1918 onderscheiden met het Ridderkruis in de Militaire Orde van Sint-Hendrik.

### Interbellum
Op 1 maart 1919 werd Cummerow overgenomen in de Reichswehr en werd als Ia in de regimentsstaf van het 11. Sachsische IR  (vrije vertaling: 11e Saksische infanteriedivisie), gestationeerd in Leipzig, ingezet. Op 1 juli 1921 werd Cummerow bevorderd tot Oberstleutnant. Hierna volgde nog zijn bevordering tot Oberst. Op 31 maart 1926 verliet hij de Reichswehr.
Op 1 mei 1933 werd Cummerow lid van de NSDAP. Kort hierna werd hij ook lid van de Sturmabteilung. Hij was van 21 april 1933 tot 1 juni 1933 geplaatst in de SA-Obergruppe I (Berlin) (waaruit in juli 1933 de SA-Obergruppe III (Berlin) voortkwam). Op 21 april 1933 werd hij bevorderd tot SA-Sturmbannführer (majoor). Vanaf 8 april 1934 was Cummerow als leraar tactiek ingezet aan de Reichsführerschule der SA in München. Op 1 november 1934 werd hij als leider van het SA-Ausbildungsamts  (vrije vertaling: SA-opleidingsambt) bij de chef van het Ausbildungswesens  (onderwijsstelsel) bevorderd tot SA-Obersturmbannführer (luitenant-kolonel).
Op 1 juni 1935 stapte Cummerow van de SA over naar de SS, in de rang van een SS-Sturmbannführer. Hij werd in de Persönlicher Stab Reichsführer-SS geplaatst. Op 15 september 1935 werd hij bevorderd tot SS-Obersturmbannführer (luitenant-kolonel). Na zijn bevordering volgde zijn benoeming tot leider van de Abteilung A1 in het SS-Hauptamt. Op 1 oktober 1936 volgde Cummerow Paul Hausser als leider van het Führungsamts in het SS-Hauptamt op. Cummerow werd weer opgevolgd door SS-Brigadeführer Karl Zech. Op 20 april 1937 werd hij bevorderd tot SS-Oberführer (kolonel). Tegelijkertijd was hij Hauptabteilungsleiter (vrije vertaling: hoofdafdelingsleider) in de Persönlicher Stab Reichsführer-SS. Vanaf 1 september 1938 tot 1 juni 1939 was Cummerow leider van de SS-Totenkopfverbände en Konzentrationslager. Op 30 januari 1939 werd Cummerow bevorderd tot SS-Brigadeführer (brigadegeneraal). En vanaf 1 juni 1939 werd Cummerow overgeplaatst als leider van de Amtes Erziehung u. Bildung/SS-Personalhauptamt.

### Tweede Wereldoorlog
Aansluitend was hij tot 17 november 1939 plaatsvervangend chef van het Gruppenkommandos der SS-Totenkopfverbände voor alle militaire vraagstukken. Vanaf 3 augustus 1939 diende hij als plaatsvervanger van Theodor Eicke in de troepenleiding, en als zodanig meerdere van alle SS-Totenkopf-eenheden. Eicke zou voor de eigen frontlinie-eenheden (de Waffen-SS) voor de SS opzetten, die uitsluitend zouden worden gevormd door vrijwilligers van de Totenkopf-Standarten. Van 17 november 1939 tot 25 mei 1940 was hij de gevolmachtigde van de inspecteur-generaal van de versterkte Totenkopf-Standarten en was in deze functie ondergeschikt aan SS-Obergruppenführer August Heißmeyer; Op 17 november beschreef hij de taken van Cummerow als volgt: het trainen van de troepen en hun troepen, en het voorbereiden van de leiders en troepen op hun inzet. Bovendien leidde hij van 9 november 1939 tot 25 mei 1940 het trainingssysteem voor de versterkte SS-Totenkopfstandarten.
Op 28 januari 1941 beëindigde Cummerow zijn hoofdbetrekking bij de SS, en trad toe tot de Wehrmacht als Oberst. Hij bleef echter tot 8 mei 1945 als SS-Ehrenführer in de staf van de Reichsführer-SS.
Van 9 juni 1941 tot het einde van de oorlog was hij regimentscommandant in het Ersatz Inf Btn 62 in de  62. Infanterie-Division  (62e Infanteriedivisie).

## Na de oorlog
Over het verdere verloop van zijn leven is niets bekend. Op 13 januari 1966 overleed hij in Greifswald.

## Familie
Cummerow was getrouwd en had een dochter en zoon. Op 24 juni 1924 scheidde het echtpaar. Hij sprak Duits en Frans.

## Carrière
Cummerow bekleedde verschillende rangen in zowel de Allgemeine-SS als Waffen-SS. De volgende tabel laat zien dat de bevorderingen niet synchroon liepen.
| Datum             | Saksische leger                  | Reichswehr     | Sturmabteilung         | Allgemeine-SS          | Heer   |
| ----------------- | -------------------------------- | -------------- | ---------------------- | ---------------------- | ------ |
| 13 april 1896     | Fahnenjunker (aspirant-officier) | —              | —                      | —                      | —      |
| 21 juli 1897      | Sekondeleutnant                  | —              | —                      | —                      | —      |
| 1914              | Oberleutnant                     | —              | —                      | —                      | —      |
| September 1911    | Hauptmann                        | —              | —                      | —                      | —      |
|                   | Major                            | —              | —                      | —                      | —      |
| 1 juli 1921       | —                                | Oberstleutnant | —                      | —                      | —      |
| 1926              | —                                | Oberst (a. D.) | —                      | —                      | —      |
| 21 april 1933     | —                                | —              | SA-Sturmbannführer     | —                      | —      |
| 1 november 1934   | —                                | —              | SA-Obersturmbannführer | —                      | —      |
| 1 juni 1935       | —                                | —              | —                      | SS-Sturmbannführer     | —      |
| 15 september 1935 | —                                | —              | —                      | SS-Obersturmbannführer | —      |
| 11 maart 1936     | —                                | —              | —                      | SS-Standartenführer    | —      |
| 20 april 1937     | —                                | —              | —                      | SS-Oberführer          | —      |
| 30 januari 1939   | —                                | —              | —                      | SS-Brigadeführer       | —      |
| 28 januari 1941   | —                                | —              | —                      | —                      | Oberst |

## Lidmaatschapsnummers
- NSDAP-nr.: 2 579 961[5] (lid geworden 1 mei 1933[1][1])
- SS-nr.: 263 268[5] (lid geworden 1 juni 1935[1])

## Onderscheidingen
Selectie:
- Orde van de Rode Adelaar, 4e Klasse[1]
- IJzeren Kruis 1914, 1e Klasse[5][1][3] en 2e Klasse[1][3][5]
- Ridderkruis in de Militaire Orde van Sint-Hendrik op 3 oktober 1918[8][3][1]
- Ridder der Eerste Klasse in de Albrechtsorde[1]
- Kruis der Vierde Klasse in de Orde van Militaire Verdienste (Beieren)[1]
- IJzeren Halve Maan[1]
- Dienstonderscheiding voor 25 jaar (Koninkrijk Saksen)[1]
- Erekruis voor Frontstrijders in de Wereldoorlog[3][1][5]
- Ehrendegen des Reichsführers-SS[3][5]
- SS-Ehrenring[3][6]
- Julleuchter der SS op 16 december 1935[1][3]